# せと品野インターチェンジ
せと品野インターチェンジ（せとしなのインターチェンジ）は、愛知県瀬戸市にある東海環状自動車道のインターチェンジ。
2024年4月11日よりETC専用インターチェンジに変更。ETC非搭載車は利用できない。

## 歴史
- 2005年（平成17年）3月19日：豊田東JCT - 美濃関JCT間開通に伴い、供用開始。
- 2024年（令和6年）4月11日 : 料金所がETC専用になる[1]。

## 周辺
- 道の駅瀬戸しなの
- 東海自然歩道
- 定光寺
- しなのバスセンター
- 品野台地域交流センター
- 三国山ウエスト牧場
- 蜂蜜博物館
- 瀬戸信用金庫品野支店
- バロー品野店
- V・ドラッグ瀬戸品野店
- 東京大学演習林生態水文学研究所
- 瀬戸警察署品野交番
- 品野陶磁器センター
- 瀬戸つばきの里
- スラムパーク瀬戸
- エムケイ観光バス瀬戸支店
- 瀬戸市立下品野小学校
- 瀬戸市立品野台小学校
- 瀬戸市立品野中学校
- 名古屋学院大学
- 瀬戸市蛇ヶ洞浄水場
- 瀬戸自動車学校
- 瀬戸品野郵便局
- 品野台カントリークラブ
- 品川カントリークラブ
- セントレジャーゴルフクラブ定光寺
- 岩屋堂・岩屋堂公園
- 岩屋堂バンガロー村
- 穴田企業団地
- 瀬戸市消防本部東分署
- 妻神社
- リクシル瀬戸工場
- 菊水化学工業東海工場

## 接続する道路
- 国道363号

## 料金所
- ブース数：5

### 入口
- ブース数：2
  - ETC専用：1
  - ETC/サポート：1

### 出口
- ブース数：3
  - ETC専用：1
  - ETC/サポート：1
  - サポート：1

## 隣
C3 東海環状自動車道
(5)せと赤津IC/PA - (6)せと品野IC - (7)土岐南多治見IC